# ペルナンブーコ州

ペルナンブーコ州
Estado de Pernambuco

ペルナンブーコ州（ペルナンブーコしゅう、Estado de Pernambuco ブラジルポルトガル語発音: [pɛʁnɐ̃ˈbuku] ( 音声ファイル)）は、ブラジル北東部の州。北でパライーバ州およびセアラー州と、西でピアウイ州と、南でアラゴアス州およびバイーア州と隣接し、東は大西洋に面している。大西洋の沖合いに、世界遺産であるフェルナンド・デ・ノローニャ島がある。州都はレシフェ、州の略称はPEである。
ポルトガル植民地時代のカピタン領を起源とする、ブラジルで最も歴史のある地域である。州都レシフェ都市圏は人口約350万人を擁し、ブラジルで5位、世界でも有数の人口密集地帯となっている（世界の都市圏人口の順位を参照）。
ペルナンブーコ州はフェルナンド・デ・ノローニャ島を除き、ブラジリア時間と同じである（フェルナンド・デ・ノローニャ島のみブラジルで唯一時差が1時間早い）。

## 歴史

### 先コロンブス期
アメリカ大陸がヨーロッパ人に発見される以前は、Huamoé、Karirí、Natú、Pankararú、Tuxá、Xokó、Xukurúといった孤立した言語を操るインディオが居住していた。

### 植民地時代

#### パウ・ブラジルの時代

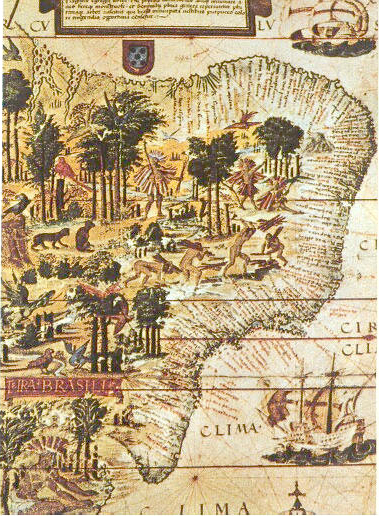
16世紀のブラジル絵図

ブラジルに上陸したポルトガル人が最初に主要貿易品目としたのが、ブラジル東沿岸地域の森林に産するパウ・ブラジル（ブラジルボク）で、レシフェとポルト・セグーロ（ES）にインディオとの交易所が設立された。パウ・ブラジルが輸出された時代は1500年頃から1570年頃まで続き、これがペルナンブーコ発展の基礎となる。
1532年、ポルトガル国王ジョアン3世がブラジル国土に15のカピタニアを創設、ドゥアルテ・コエーリョがペルナンブーコのカピタンとなる。ペルナンブーコは他のカピタニアに先んじて発展し、ブラジル随一の発展地域となる。

#### サトウキビの時代
1570年頃より、サトウキビの栽培がはじまり、ブラジルの主要対外貿易品目となる。サトウキビ農園の約半数は土壌と気候に恵まれたペルナンブーコの沿岸地域に集中していた。
サトウキビ農園はエンジェーニョと呼ばれ、大規模農園領主が独立的な立場で土地を経営するという体制が採られた。アフリカから奴隷を輸入（奴隷貿易）し使役する一方、ごく少数のヨーロッパ系白人が支配者層として君臨するという封建的制度は、極端な貧富の差となって今尚この地方に遺風を残し、現代この地域が経済発展する上での足枷となっている。
サトウキビ産業が生む利益は1690年頃のサトウキビ不況を期に落ち込み、ブラジルの主要産品が南西部ミナスジェライス州の金、ダイヤモンドへ移行すると同時にペルナンブーコの経済は停滞、凋落することとなる。

#### オランダ領ブラジル

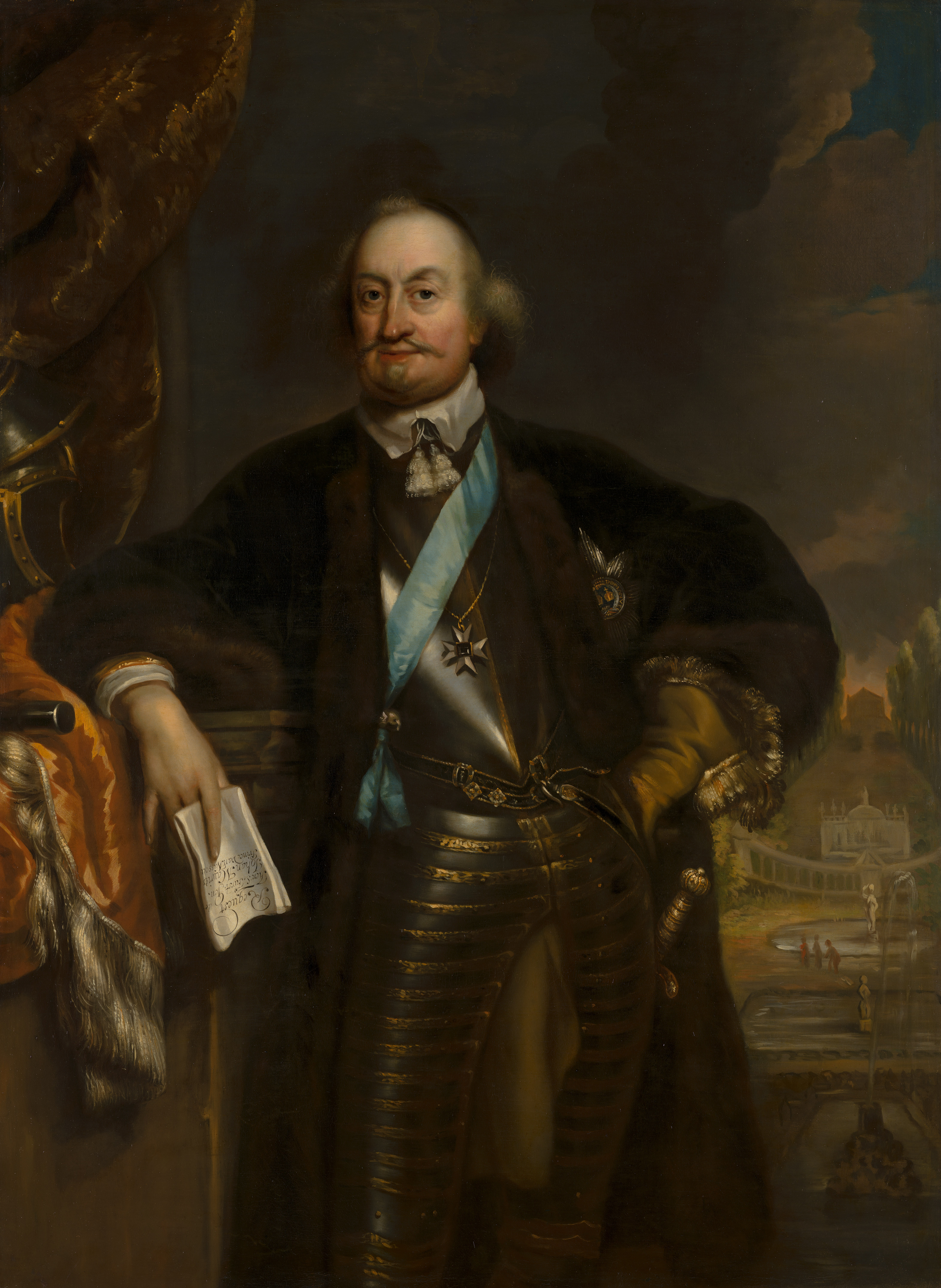
ナッサウ＝ジーゲン伯ヨハン・マウリッツ

1581年にオランダ共和国が独立、スペインと同君連合にあったポルトガルとも対立し、オランダの海外領土拡大の矛先がブラジルに向けられ始める。1624年、オランダはバイーア州に侵攻するも、1年で撤退した。次いで1630年にレシフェとオリンダに侵攻し、オランダ領ブラジルが成立する。レシフェ（オリンダ）はオランダ領ブラジルの首都になり、オランダ西インド会社資本の元、商港都市として発展する。ナッサウ＝ジーゲン伯ヨハン・マウリッツの統治下、オランダ領ブラジルは、1641年までにマラニョン州まで版図を拡大する。
オランダの侵攻により、各地のエンジェーニョで奴隷として使役されていた黒人が山間部に逃亡し、ベルナンブーコからバイーア州にかけての山間部にはキロンボと呼ばれる黒人自治による防衛村落が築かれた。
1644年、ナッサウ＝ジーゲン伯がオランダに帰還すると、西インド会社に従属を余儀なくされていた住民が反乱を起こし、1654年にオランダ人は反乱軍に降伏した。ポルトガル人の力を借りず自力で領土を解放したブラジルの住民が、我々はブラジル人であるとアイデンティティを固めた契機となった。

#### マスカッテ戦争
1710年、レシフェの商人の勢力が台頭し、農園領主が勢力を持つオリンダからの分離独立を求めて対立し、戦争となる。農園領主が商人を「行商人（マスカッテ）」と侮蔑的に呼んだことから、マスカッテ戦争と呼ばれる。結果、重商主義を採るポルトガル本国政府の後押しを受けたレシフェの商人側が勝利し、レシフェがオリンダから分離して市に昇格した。

### 植民地から独立へ

#### ペルナンブーコ革命
ナポレオン戦争とスペイン独立戦争の結果ポルトガルが勢力弱めたことを背景として、1817年に商人層に反感を持つ農園領主層がレシフェで革命政府を樹立した。しかし、期待したフランス、イギリスの支援を得られず、2ヶ月余りで降伏した。オランダからの解放戦争以来ペルナンブーコで燻り続けていた、中央政府に対する反感が表面化した結果であるが、この事件がこの地域の土着主義的傾向を決定付けた。

### 帝政時代

#### 相次ぐ反乱
1821年のバンダ・オリエンタル（現ウルグアイ）の独立を受けて、1824年にペルナンブーコを中心にパライーバ州、リオ・グランデ・ド・ノルテ州、セアラー州のノルデスチ（北東部）諸州が赤道連盟（コンフェデラソン・ド・エクアドール）として独立を宣言したが、2ヶ月で降伏した（赤道連盟の反乱）。
1829年、ペルナンブーコ州内陸部奥地で反乱。
1831年、北東部地方で反乱（カバナージェンの反乱）。
1848年、レシフェ一帯で共和主義者の知識人層（プライエイラ、プライア党）が反乱（プライエイラの反乱）

#### 奴隷の解放
1870年代からジョアキン・ナブーコ（ペルナンブーコ州出身）らにより奴隷制反対運動が起こる。1888年5月13日黄金法（アウレア法）が可決、黒人奴隷制度の廃止が実現した。ペルナンブーコでは解放奴隷が沿岸の都市部へ移動、または、リオデジャネイロ市など南の発展地域への人口移動が起こると同時に、斜陽であったとはいえ未だサトウキビ産業に依存していた北東部諸州の地域の経済的立ち遅れが決定的になった。

#### 相次ぐ旱魃

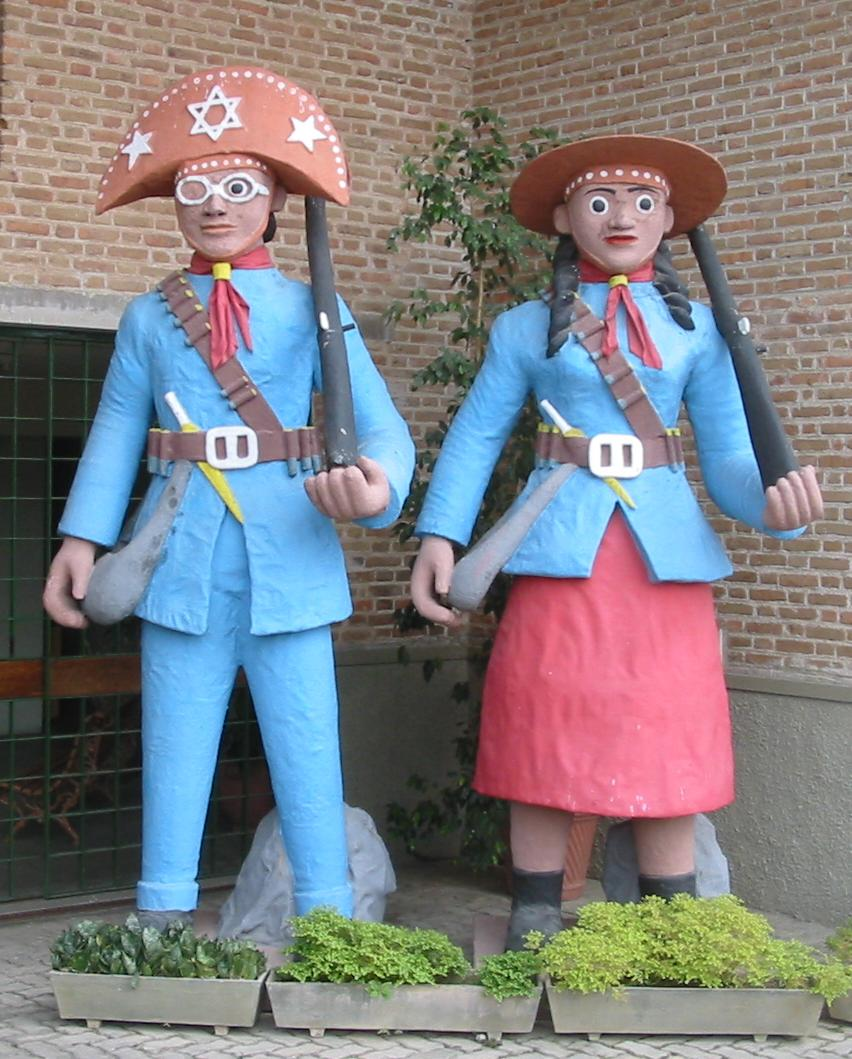
盗賊ランピアンと伴侶マリア・ボニータの像

1877年-1879年、1888年-1889年、1898年、1900年、1915年と、ペルナンブーコを含むノルデスチ（北東部）一帯で大規模な旱魃が度々発生し、この地域の困窮に拍車をかけると共に治安が崩壊。盗賊（カンガセイロ）が多発した。中にはランピオンと呼ばれる義賊も出現し、貧しい農民の側に立って大農園領主と戦った一団もおり、民衆の伝説となって今尚語り継がれている。ランピアンの思想は、現代になって土地なき農民の運動（MST）にも援用されることとなる。
以降、ペルナンブーコは経済的落ち込みから歴史の表舞台への影響力を弱めていく。反中央政権的土着思想もあり、中央から経済支援を計る有力な政治家もあまり出なかったことも災いしている（2003年から2010年まで大統領を務めたルラは同州の出身だが）。

#### 21世紀
2022年5月下旬、集中豪雨に襲われ洪水や土砂災害が発生。州一帯の死者数が100人以上となった。

## 隣接州
- セアラー州
- パライバ州
- アラゴアス州
- バイーア州
- ピアウイ州

## 地理

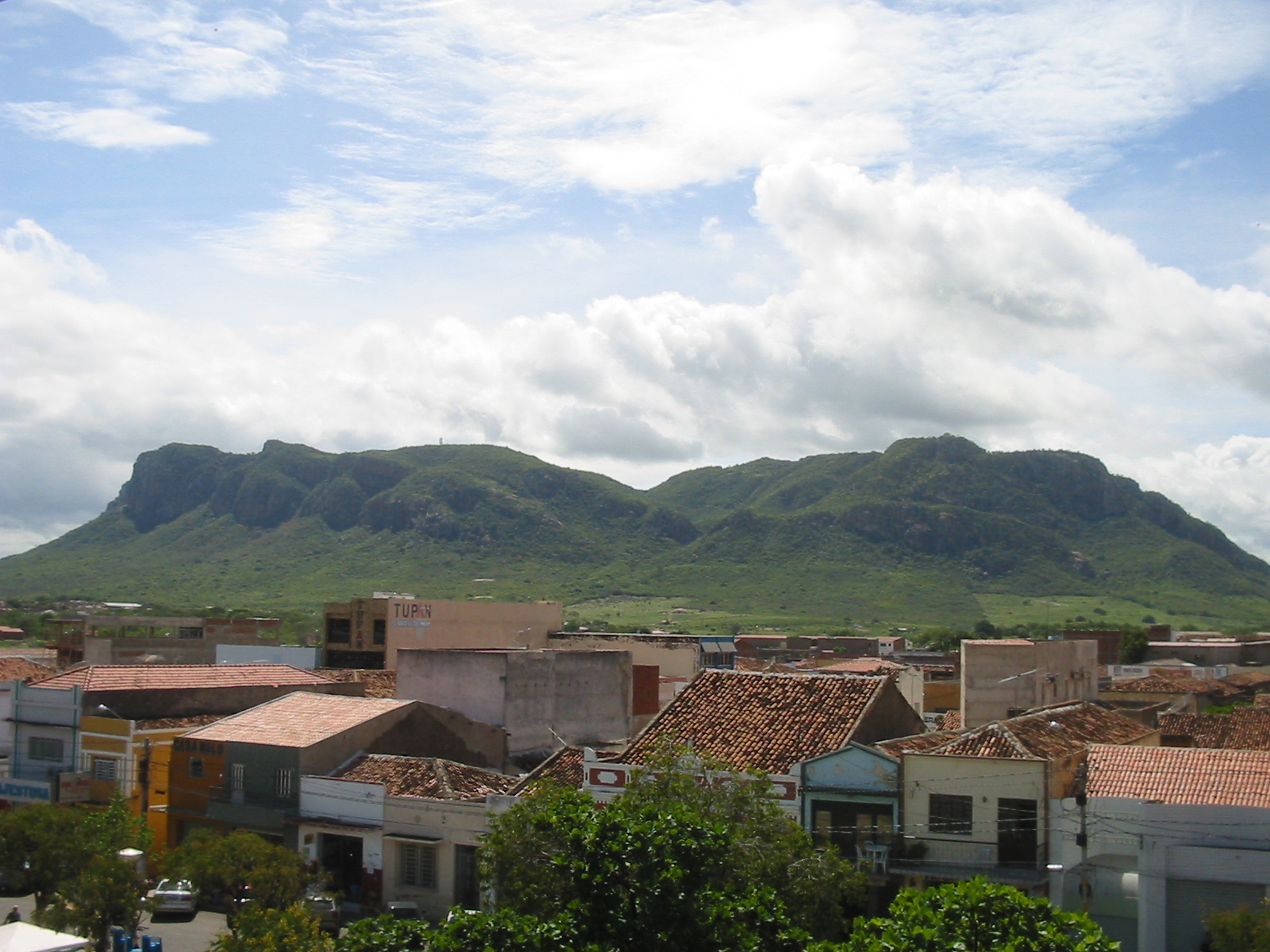
セルトン地域の町(Serra Talhada)

州域は亜熱帯気候区に属す。州東部の沿岸地域はゾーナ・ダ・マッタ（森林地帯）と呼ばれ、降雨も多く、農業に適した肥沃な土壌が広がる。州西部の内陸部はセルトンと呼ばれ荒涼とした乾燥地帯が広がる。それらの中間域をアグレスチと呼ぶ。
ゾーナ・ダ・マッタ地域では、500年近いサトウキビの連作にも耐えるマサペーと呼ばれる厚い褐色森林土層に覆われており、植民地時代初期から重要な農業地帯として栄えてきた。
内陸部のセルトン地域は沿岸部に沿った山脈に雨雲を遮られ、年間降水量は場所によっては300mm未満の所もあり、1877年-1878年の大旱魃では2年間雨が降らなかった。人家も疎らな荒涼たるこの地域はブラジルで最も貧しい地域と言われ、古い封建遺制の残存、盗賊団（ランピオンは義賊として民衆的人気がある）の横行など負の側面を持つ反面、大地に対する人々の嘆きは数々の詩や文学、音楽（フォホー）として積み上げられ、独自文化の形成を見る。近年サンフランシスコ川の開発により、ペトロリーナ周辺などで灌漑農業、工業化が可能となった。
アグレスチは、ゾーナ・ダ・マッタとセルトンの遷移相に位置し、豆類、トウモロコシ、綿花、牧畜などが営まれる。北東部の各州では、アグレスチの中心として産物集散地の性格を持った市場町が形成され、外港としての州都と互恵的な相関関係を持っている。ペルナンブーコでは外港としてレシフェがあり、集散地としてカルアルがある。バイーア州では、外港サルヴァドール、集散地フェイラ・ヂ・サンターナ。パライバ州では外港ジョアン・ペソア、集散地カンピナグランデ。

## 主な都市

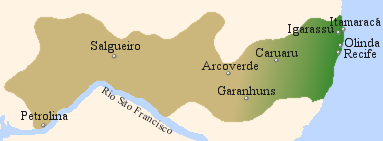

- レシフェ:州都。オランダ領ブラジル時代の旧首都。旧市街は世界遺産に登録されている。
- ジャボアタン・ドス・グアララペス:レシフェ都市圏内。レシフェの南に隣接。
- オリンダ:レシフェ都市圏内。レシフェの北に隣接。旧市街は世界遺産に登録されている。
- カルアル:内陸部の中心都市。フォホー（音楽の一種）など独自の文化を持つ。
- ペトロリーナ:ジュアゼイロ(BA)とサンフランシスコ川を挟んで対岸にある双子都市。
- ガラニャンス:標高が高く「ペルナンブーコのスイス」と呼ばれる。
- アルコヴェルデ:州を東西に貫く幹線道路BR232の要衝。
- サルゲイロ:州を東西に貫く幹線道路BR232の要衝。
- エシュー:国民的音楽家ルイスゴンザーガの出身村落。対立する二家の大農園領主による凄惨な抗争の歴史がある。
- イグラッスー:ブラジル最古級のコロニアル様式の町。
- イタマラカ島:オランダ統治時代の城砦が残る島。
- フェルナンド・デ・ノローニャ島:大西洋上の孤島。

## 経済
サトウキビと観光業が主な産業である。
レシフェの南には2005年に設立され、2008年から稼働したアトランチコスル造船所が位置する。

## 観光
植民地期以来の初期から繁栄してきた土地であり、各地に古い教会などが多い。また、植民地期以来培われたコロニアル様式と呼ばれる住民家屋も多く残存する。
オランダ植民地期に発展した商人の商館を主とするレシフェの旧市街と、古い教会建築が遺存するオリンダの旧市街は世界遺産に登録されている（文化遺産）。また、大西洋の絶海の孤島として独特の自然環境を持つフェルナンド・デ・ノローニャ島も世界遺産に登録されている（自然遺産）。

## 住民
人口の大半が多かれ少なかれ異人種間で混血していると考えられ、ブラジル地理統計院（IBGE）のセンサスによる各種人口統計はあるものの、正確な数値は不明である。
奴隷貿易期に発展した地域であることもあり、黒人人口の比率が高い。かって、奴隷の身から解放された黒人層は、都市部周辺に移住することが多く、レシフェ都市圏からバイーア州サルヴァドール都市圏にかけての沿岸部一帯は特に黒人人口比率が高い。
在地インディオ系人種と入植した白人人種（妻帯せずに入植することが多かったという）との混血人種を特にカボクロと呼び、近代まで、農園支配者層の白人人種と農園労働者層の黒人人種の間に立つ中間層として独特の社会的地位を占めていた。
日系ブラジル人やアジア系ブラジル人の占める割合は低く、レシフェ周辺やボニート（カルアルの南東）、ペトロリーナなどに僅かに散見される。

### 教育
- レシフェ法科大学
- ルラル・デ・ペルナンブーコ連邦大学
- ペルナンブーコ・カトリック大学
- ペルナンブーコ大学

### 健康
2006年にデング熱が発生した。

## 文化

### 建築
ポルトガル植民地時代のコロニアル建築様式の建築物が多く残る。

### 音楽・カーニバル
フォホーの発祥の地である。

## 著名な出身者
- アウグスト・ド・レシーフェ（サッカー選手）
- アラウージョ（サッカー選手）
- アルセウ・ヴァレンサ（音楽家）
- アントニオ・ノブレガ（音楽家）
- カピバ（音楽家）
- ジェラルド・アゼヴェード（音楽家）
- シコ・サイエンス（音楽家）
- ジュニーニョ・ペルナンブカーノ（サッカー選手）
- ジョアキン・ナブッコ（学者）
- ジルベルト・フレイレ（人類学者）
- パウロ・フレイレ（教育学者）
- ランピオン（盗賊）
- リバウド（サッカー選手）
- ルイス・イナシオ・ルーラ・ダ・シルヴァ（大統領）
- ルイス・ゴンザーガ（音楽家）
- レニーニ（音楽家）